# Safiya Burjanova
Safiya Burjanova (1 de diciembre de 1989) es una deportista uzbeka que compitió en atletismo adaptado. Ganó tres medallas en los Juegos Paralímpicos de Verano entre los años 2016 y 2024.

## Palmarés internacional
| Juegos Paralímpicos | Juegos Paralímpicos     | Juegos Paralímpicos | Juegos Paralímpicos |
| Año                 | Lugar                   | Medalla             | Prueba              |
| ------------------- | ----------------------- | ------------------- | ------------------- |
| 2016                | Río de Janeiro (Brasil) | Medalla de plata    | Peso F12            |
| 2020                | Tokio (Japón)           | Medalla de oro      | Peso F12            |
| 2024                | París (Francia)         | Medalla de plata    | Peso F12            |